# Рай, Прия
Прия Рай (англ. Priya Rai; родилась 25 декабря 1977 года в Нью-Дели, Дели, Индия) — американская порноактриса индийского происхождения. Полное имя — Прия Анджали Рай (англ. Priya Anjali Rai).

## Ранняя жизнь
Родилась 25 декабря 1977 года в Нью-Дели и была удочерена американской парой в возрасте 2 лет. Выросла в Миннеаполисе, штат Миннесота, и училась в Университете штата Аризона, где изучала маркетинг.

## Биография
Прия Рай переехала из Нью-Дели в США когда ей было 2 года. Она бросила обучение в Университете штата Аризона, чтобы уйти во взрослый модельный бизнес. Прия начала свою карьеру моделью, снимающейся в купальнике, позже, на протяжении 12 лет была стриптизёршей и наконец стала порноактрисой.
В июне 2013 года объявила об уходе из порноиндустрии, чтобы сосредоточиться на мейнстрим-карьере и личной жизни. Сыграла главную роль «Изиды» в фильме ужасов Isis Rising: Curse Of The Lady Mummy. В 2014 году всё ещё гастролировала как стриптизёрша. 22 марта 2018 года объявила о своём возвращении после шестилетнего перерыва
.
Выразила несогласие в отношении Меры Б, закона, требующего порноактёров использовать презервативы во всех сексуальных сценах, снимаемых в Лос-Анджелесе.
По данным на 2013 год, Прия Рай снялась в 104 порнофильмах.

## Личная жизнь
Проживает в Фениксе, Аризона. Является матерью двоих детей и в 35 лет стала бабушкой.
В июне 2013 года Рай объявила, что помолвлена с бизнесменом, который работает не в области порноиндустрии.

## Награды и номинации
| Премия     | Год  | Номинация                         | Фильм                             | Результат |
| ---------- | ---- | --------------------------------- | --------------------------------- | --------- |
| AVN Award  | 2009 | Лучшая новая старлетка            |                                   | Номинация |
| AVN Award  | 2009 | Лучшая групповая лесбийская сцена | Cheerleaders (Digital Playground) | Победа    |
| AVN Award  | 2010 | Лучшая сцена триолизма            | Tormented (Wicked Pictures)       | Номинация |
| XBIZ Award | 2012 | MILF-исполнительница года         |                                   | Номинация |